# Mistrzostwa Świata w Boksie Kobiet 2006
Mistrzostwa świata w boksie kobiet 2006 odbywały się w dniach 18–23 listopada 2006 roku w Nowym Delhi.

## Medalistki[1]
| Mistrzostwa Świata w Boksie Kobiet 2006 | Mistrzostwa Świata w Boksie Kobiet 2006 | Mistrzostwa Świata w Boksie Kobiet 2006 | Mistrzostwa Świata w Boksie Kobiet 2006 | Mistrzostwa Świata w Boksie Kobiet 2006 |
| --------------------------------------- | --------------------------------------- | --------------------------------------- | --------------------------------------- | --------------------------------------- |
| Kategoria wagowa                        | Złoto                                   | Srebro                                  | Brąz                                    | Brąz                                    |
| 46 kg                                   | M. C. Mary Kom                          | Steluta Duta                            | Jong Ok                                 | Nazgul Boranbajewa                      |
| 48 kg                                   | Ri Jong-hyang                           | Yesica Bopp                             | Alice Kate Aparri                       | Marlen Esparza                          |
| 50 kg                                   | Hasibe Erkoç                            | Li Siyuan                               | Chhotu Loura                            | Fadia el Idrissi                        |
| 52 kg                                   | Sarita Devi                             | Wiktoria Rudenko                        | Samiha A Ali Hassan                     | Jagoda Karge                            |
| 54 kg                                   | Sofja Oczigawa                          | Karolina Michalczuk                     | Zhang Qin                               | Ludmiła Hritsaj                         |
| 57 kg                                   | Yun Kum-ju                              | N. Usha                                 | Wu Bin                                  | Mihaela Cijevschi                       |
| 60 kg                                   | Katie Taylor                            | Anabella Farias                         | Mitchel Martinez                        | Tatiana Czalja                          |
| 63 kg                                   | Jenny R. L.                             | Klara Svensson                          | Katie Dunn                              | Julia Nemtsowa                          |
| 66 kg                                   | Aya Cissoko                             | Oleksandra Kozłan                       | Aruna Mishra                            | Mary Spencer                            |
| 70 kg                                   | Arian Fortin                            | Akima Stocks                            | Luminita Turcin                         | Olga Slawińskaja                        |
| 75 kg                                   | Lekha K.C.                              | Li Jinzi                                | Anita Ducza                             | Olga Nowikowa                           |
| 80 kg                                   | Irina Sinetskaja                        | Chitiqua Hemingway                      | Renu                                    | Beata Małek                             |
| 86 kg                                   | Elena Surkowa                           | Maria Kovacs                            | Adriana Hosu                            | Şemsi Yaralı                            |

## Tabela medalowa
| Mistrzostwa Świata w Boksie Kobiet 2006 | Mistrzostwa Świata w Boksie Kobiet 2006 | Mistrzostwa Świata w Boksie Kobiet 2006 | Mistrzostwa Świata w Boksie Kobiet 2006 | Mistrzostwa Świata w Boksie Kobiet 2006 | Mistrzostwa Świata w Boksie Kobiet 2006 | Mistrzostwa Świata w Boksie Kobiet 2006 |
| --------------------------------------- | --------------------------------------- | --------------------------------------- | --------------------------------------- | --------------------------------------- | --------------------------------------- | --------------------------------------- |
| #                                       | Państwo                                 | Złoto                                   | Srebro                                  | Brąz                                    | Total                                   |                                         |
| 1                                       | Indie                                   | 4                                       | 1                                       | 3                                       | 8                                       |                                         |
| 2                                       | Rosja                                   | 3                                       |                                         | 3                                       | 6                                       |                                         |
| 3                                       | Korea Północna                          | 2                                       |                                         | 1                                       | 3                                       |                                         |
| 4                                       | Kanada                                  | 1                                       |                                         | 2                                       | 3                                       |                                         |
| 5                                       | Turcja                                  | 1                                       |                                         | 1                                       | 2                                       |                                         |
| 6                                       | Irlandia                                | 1                                       |                                         |                                         | 1                                       |                                         |
| 6=                                      | Francja                                 | 1                                       |                                         |                                         | 1                                       |                                         |
| 8                                       | Chiny                                   |                                         | 2                                       | 2                                       | 4                                       |                                         |
| 8=                                      | Ukraina                                 |                                         | 2                                       | 2                                       | 4                                       |                                         |
| 10                                      | Stany Zjednoczone                       |                                         | 2                                       | 1                                       | 3                                       |                                         |
| 11                                      | Argentyna                               |                                         | 2                                       |                                         | 2                                       |                                         |
| 12                                      | Rumunia                                 |                                         | 1                                       | 3                                       | 4                                       |                                         |
| 13                                      | Polska                                  |                                         | 1                                       | 2                                       | 3                                       |                                         |
| 14                                      | Węgry                                   |                                         | 1                                       | 1                                       | 2                                       |                                         |
| 15                                      | Szwecja                                 |                                         | 1                                       |                                         | 1                                       |                                         |
| 16                                      | Filipiny                                |                                         |                                         | 2                                       | 2                                       |                                         |
| 17                                      | Egipt                                   |                                         |                                         | 1                                       | 1                                       |                                         |
| 17=                                     | Kazachstan                              |                                         |                                         | 1                                       | 1                                       |                                         |
| 17=                                     | Dania                                   |                                         |                                         | 1                                       | 1                                       |                                         |
|                                         | Razem                                   | 13                                      | 13                                      | 26                                      | 52                                      |                                         |